# Соната для фортепиано № 22 (Бетховен)
Соната для фортепиано № 22 фа мажор, опус 54, была написана Бетховеном в 1803—1804 годах и опубликована два года спустя без посвящения. Это произведение относится к наименее популярным сонатам композитора, Ленц полагает его «странным» и «бесформенным» и видит в нём первые признаки третьего периода творчества Бетховена. Другие исследователи, таких как Ромен Роллан и Б. Асафьев, также не находят особых музыкальных достоинств сонаты, считая её скорее неким наброском, отработкой композитором своего технического мастерства; с этой точки зрения произведение представляет определённый интерес.

## Структура
Соната для фортепиано № 22 Бетховена состоит из двух частей: 1) In tempo d'un Menuetto, 2) Allegretto.
Первая часть сонаты In tempo d'un Menuetto, F-dur, имеет довольно схематичную структуру, главная тема сдержанный плавный менуэт, даже несколько старомодного звучания; в разработке ему противопоставляется беспорядочная, местами аритмичная музыка, которое по выражению Ленца представляет собой: «лес октав, нагроможденных одни на другие и исключающих всякую мелодическую идею», в репризе вновь возникает тема менуэта.
Вторая часть сонаты Allegretto, F-dur, в музыкальном плане ещё более «странная», она вся состоит из переплетения непрерывно меняющихся расплывчатых образов.
Обе части произведения написаны в оригинальной форме, близкой к рондо, что также служит доказательством того, что перед нами продукт творческого поиска композитора.